# Nauris Miezis
Nauris Miezis (Ķekava, 31 de março de 1991) é um jogador letão de basquete profissional.
Ele conquistou a medalha de ouro nos Jogos Olímpicos de Verão de 2020 na disputa 3x3 masculino com a equipe da Letônia, ao lado de Agnis Čavars, Edgars Krūmiņš e Kārlis Lasmanis.